# Tramway de Nottingham
Nottingham Express Transit (NET) est le nom du réseau de tramway desservant l'agglomération de Nottingham, capitale régionale des Midlands de l'Est en Angleterre. Sa première ligne a été ouverte au public le 9 mars 2004, pour un coût de construction de 200 millions de livres sterling. Il aura fallu 16 ans de la conception à la mise en service.

## Réseau

### Histoire: ancien réseau
Nottingham eut un réseau de tramway exploité par la Nottingham and District Tramways Company Limited, en traction  hippomobile du 18 septembre 1878 au 30 avril 1902, et en traction vapeur de 1883 à 1889 La  Nottingham Corporation Tramways exploita son réseau en traction électrique par du 23 juillet 1901 au 6 septembre 1936.
Par ailleurs, Nottinghamshire and Derbyshire Tramways Company exploita une ligne à traction électrique entre  Nottingham et Ripley du 4 juillet 1913 au 5 octobre 1932.

### Réseau actuel

Carte du réseau Nottingham Express Transit (NET) avec les principaux arrêts.

La ville et le Comté du Nottinghamshire ont développé une politique de déplacements urbains qui s’applique à toute la région, c’est-à-dire
la ville, son agglomération et les zones rurales environnantes.
C'est dans cet esprit que les autorités publiques ont créé le NET. Sa première ligne a été ouverte au public le 9 mars 2004. Son tracé actuel commence à la Gare de Notthingham (Nottingham station) dans le sud du centre-ville, et s'étend vers le nord, desservant Lace Market, Nottingham Trent University, Forest Recreation Ground, pour finalement aboutir à Hucknall.
La ligne fait 14 km de long, dont 4 km dans les rues, généralement en site propre. Un peu au nord du centre-ville se trouve une section (sur environ 1 km) où les deux sens passent par des rues différentes. De Wilkinson Street et sur environ 8 km vers le nord, la ligne est implantée le long d'une voie ferrée existante, la Robin Hood Line, reliant Nottingham à Worksop.
À Highbury Vale, environ à mi-parcours, une branche à voie unique tourne vers l'ouest avec un terminus 1 km plus loin à Phoenix Park, afin de desservir un parc relais sur l'autoroute M1, alors que la branche principale continue vers le nord vers Hucknall. Plusieurs stations sont équipées de parc relais.
Le tram est en correspondance avec les trains de la franchise Central Trains et Midland Mainline.
La deuxième ligne a ouvert en 2015.

## Matériel roulant

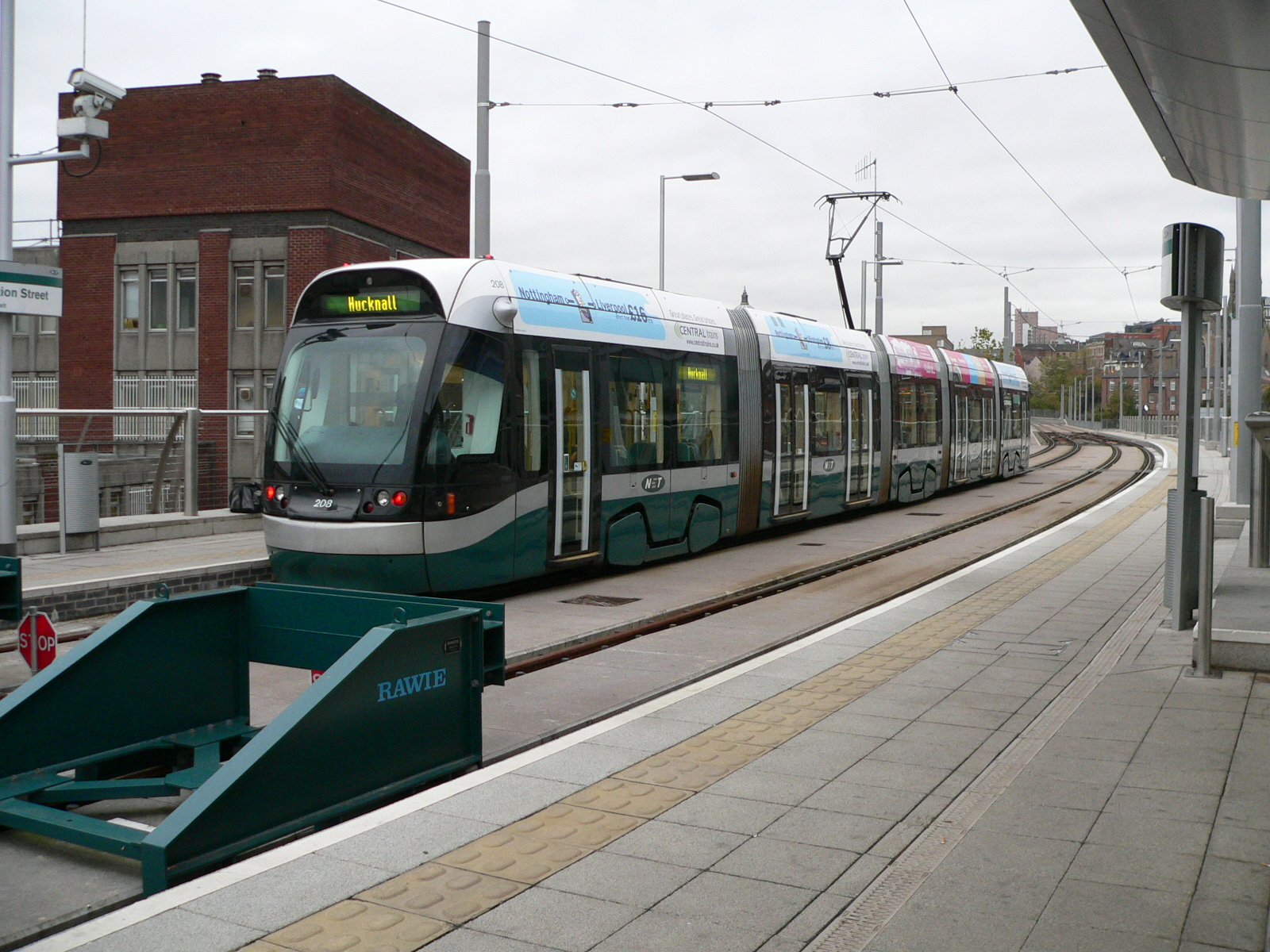
Une rame à son terminus de Nottingham station

La flotte comprend 15 rames articulées à plancher bas total Incentro similaires aux rames de Nantes, construites par Bombardier. Roulant sur une voie à écartement standard, longues de 33 mètres et dotées de 5 articulations, elles sont alimentées en 750 volts courant continu et ont une vitesse maximale de 80 km/h. Elles sont numérotées de 201 à 215, car les motrices de l'ancien réseau étaient immatriculées jusqu'au No 200.
Les tickets sont vendus à bord du tramway par le "conductor". "Conductor" étant le terme anglais pour "receveur". Il a la charge de la vente des tickets, du contrôle de la validité des abonnements et de l'accueil des clients à bord du tramway. Aucun distributeur automatique n'est disponible. Des receveurs sont aussi parfois en poste à la gare centrale ainsi qu'au parc relais "The Forest".
Dans le cadre de la seconde phase du projet, c'est Alstom qui fournira 22 rames Citadis pour permettre au réseau de s'étendre.
Les Citadis ont été livrés en 2014 et ont comme Numéro de parc 216-237.

## La concession de la ligne 1
La ligne est concédée pour une durée de 30,5 ans dans le cadre d'un Private Finance Initiative à la société Arrow Light Rail Ltd., dont sont actionnaires Bombardier, Carrillion, Transdev, Nottingham City Transport, Innisfree et Galaxy Fund Management. La société est chargée, sur cette durée, de la conception, la construction, l'exploitation et la maintenance de la ligne 1 tramway de Nottingham.
Dans ce cadre, l'exploitation et la maintenance du tramway est confiée à Nottingham tram consortium (NTC), pour une durée de 27 ans.
Les opérateurs se rémunèrent grâce à la billetterie, ainsi qu'une subvention publique versée par la ville de Nottingham et des comtés du Nottinghamshire.

## Tracé et stations
| Branche principale vers Hucknall - Hucknall (Parc relais) - Butler's Hill - Moor Bridge (Parc relais) - Bulwell Forest - Bulwell station | Branche de Phoenix Park - Phoenix Park (Parc relais) - Cinderhill |

Tronc commun
- Highbury Vale
- David Lane
- Basford tram
- Wilkinson Street (Parc relais)

| Sens nord-sud - Radford Road - Hyson Green Market | Sens sud-nord - Shipstone Street - Beaconsfield Street - Noel Street |

Tronc commun
- The Forest (dessert Forest Recreation Ground, parc relais)
- High School
- Nottingham Trent University (dessert Nottingham Trent University)
- Royal Centre
- Old Market Square
- Lace Market
- Station Street (dessert Nottingham railway station)

## Projets
Des extensions sont à l'étude ; elles consisteraient en deux nouvelles lignes depuis le centre-ville :
- au sud-ouest vers Chilwell, par University of Nottingham et Beeston et ensuite vers Toton/Stapleford, où un parc relais à proximité de l'A 52 devrait écarter la circulation du centre-ville de Nottingham ;
- au sud vers Clifton par Wilford.

Les travaux de ces deux lignes, chacune étant raccordée à l'une des branches de la première ligne, devraient commencer en 2006, en deux phases. Cet ensemble de lignes de tramway vise à réduire le nombre de trajets en voiture dans Nottingham de quatre millions par an.